# Alionycteris paucidentata
Alionycteris paucidentata је врста слепог миша из породице великих љиљака.

## Распрострањење
Ареал врсте је ограничен на једну државу. Филипини (острво Минданао) су једино познато природно станиште врсте.

## Станиште
Станишта врсте су шуме и планине. Висинско распрострањење је од 1.500 до 2.250 метара надморске висине.

## Угроженост
Ова врста је наведена као последња брига, јер има широко распрострањење и честа је врста.